# Fitou
Pour le vin, voir Fitou (AOC).
Fitou  est une commune française située dans le Sud-Est du département de l'Aude, en région Occitanie.
Sur le plan historique et culturel, la commune fait partie du massif des Corbières, un chaos calcaire formant la transition entre le Massif central et les Pyrénées. Exposée à un climat méditerranéen et incluse dans le parc naturel régional de la Narbonnaise en Méditerranée, la commune possède un patrimoine naturel remarquable : trois sites Natura 2000 (les « basses Corbières », le « complexe lagunaire de Salses-Leucate » et le « complexe lagunaire de Salses »), deux espaces protégés (les « rives de Fitou » et l'étang de Salses-Leucate) et six zones naturelles d'intérêt écologique, faunistique et floristique.
Fitou est une commune rurale et littorale qui compte 1 147 habitants en 2022, après avoir connu une forte hausse de la population depuis 1975. Ses habitants sont appelés les Fitounais ou  Fitounaises.
Le patrimoine architectural de la commune comprend deux  immeubles protégés au titre des monuments historiques : la chapelle Saint-Aubin, classée en 1966, et le château, inscrit en 1948.

## Géographie

### Localisation
Commune située dans les Corbières et plus précisément dans les Corbières maritimes, sur la ligne Narbonne - Port-Bou. Elle est limitrophe du département des Pyrénées-Orientales.

### Communes limitrophes
|                                      | Treilles                                | Caves   |
| Feuilla                              | Fitou                                   | Leucate |
| Opoul-Périllos (Pyrénées-Orientales) | Salses-le-Château (Pyrénées-Orientales) |         |

### Géologie et relief
Fitou se situe en zone de sismicité 2 (sismicité faible).

### Hydrographie
La commune est dans la région hydrographique « Côtiers méditerranéens », au sein du bassin hydrographique Rhône-Méditerranée-Corse. Elle est drainée par le ruisseau de l'Arène, le ruisseau de Canaveire, le ruisseau de la Bouychère, le ruisseau de la Palisse, le ruisseau des Estacades et le ruisseau du Plat, qui constituent un réseau hydrographique de 13 km de longueur totale,.

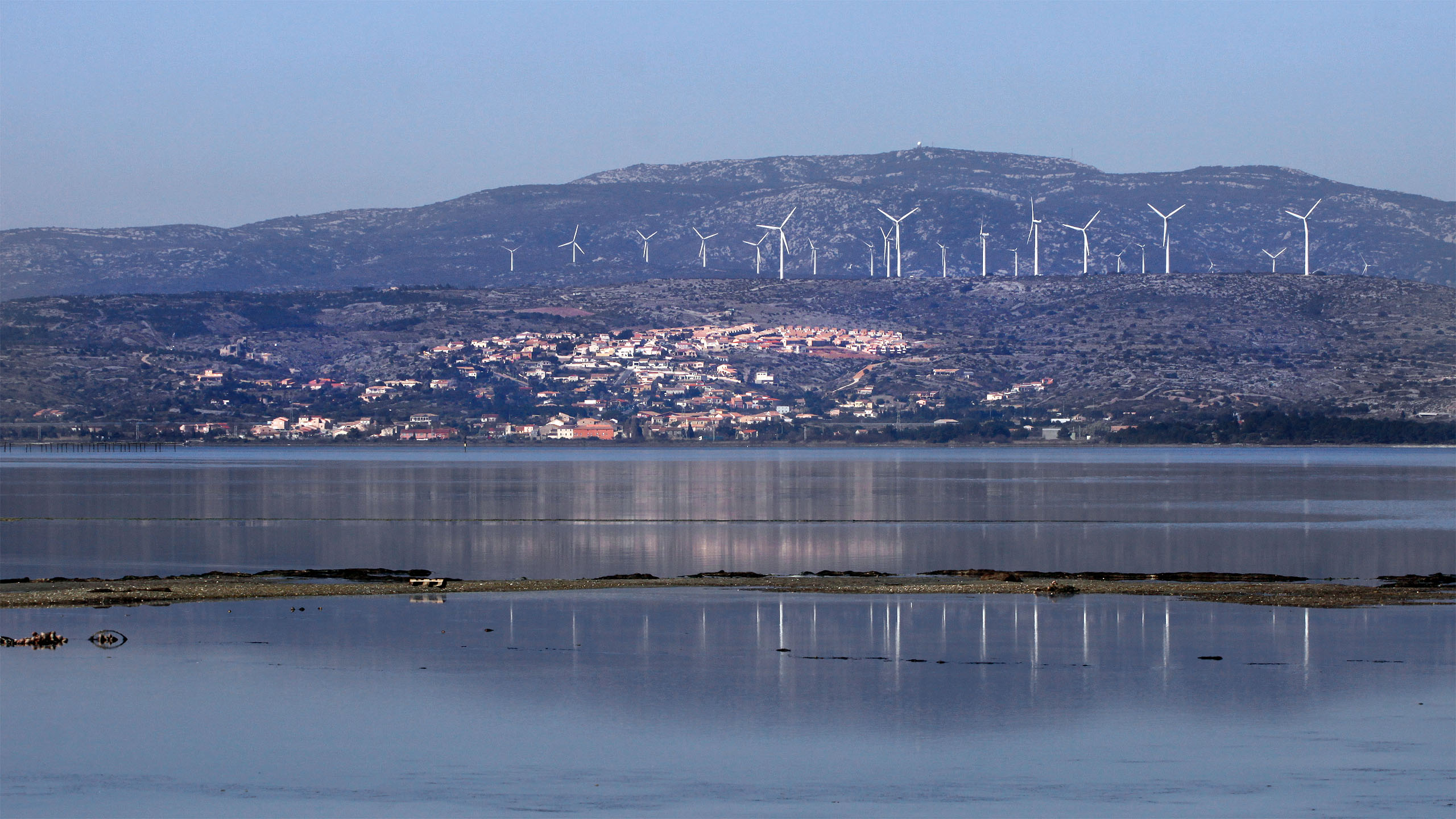
Fitou vu de Leucate.

### Climat
Pour des articles plus généraux, voir Climat de l'Occitanie et Climat de l'Aude.
En 2010, le climat de la commune est de type climat méditerranéen franc, selon une étude s'appuyant sur une série de données couvrant la période 1971-2000. En 2020, Météo-France publie une typologie des climats de la France métropolitaine dans laquelle la commune est exposée à un climat méditerranéen et est dans la région climatique Provence, Languedoc-Roussillon, caractérisée par une pluviométrie faible en été, un très bon ensoleillement (2 600 h/an), un été chaud (21,5 °C), un air très sec en été, sec en toutes saisons, des vents forts (fréquence de 40 à 50 % de vents > 5 m/s) et peu de brouillards.
Pour la période 1971-2000, la température annuelle moyenne est de 15,1 °C, avec  une amplitude thermique annuelle de 15,2 °C. Le cumul annuel moyen de précipitations est de 659 mm, avec 5,1 jours de précipitations en janvier et 2,6 jours en juillet. Pour la période 1991-2020 la température moyenne annuelle observée sur la station météorologique installée sur la commune est de 17,3 °C et le cumul annuel moyen de précipitations est de 558,8 mm,. Pour l'avenir, les paramètres climatiques de la commune estimés pour 2050 selon différents scénarios d’émission de gaz à effet de serre sont consultables sur un site dédié publié par Météo-France en novembre 2022.
| Mois                                  | jan.          | fév.             | mars            | avril         | mai          | juin           | jui.         | août          | sep.            | oct.          | nov.          | déc.          | année      |
| ------------------------------------- | ------------- | ---------------- | --------------- | ------------- | ------------ | -------------- | ------------ | ------------- | --------------- | ------------- | ------------- | ------------- | ---------- |
| Température minimale moyenne (°C)     | 6,6           | 7,2              | 10              | 10,9          | 14,9         | 18,6           | 21,1         | 21,6          | 17,6            | 14,6          | 10,2          | 7,9           | 13,4       |
| Température moyenne (°C)              | 9,6           | 10,6             | 13,8            | 15,1          | 19,1         | 23,2           | 26,1         | 26,2          | 21,8            | 17,9          | 13,3          | 10,8          | 17,3       |
| Température maximale moyenne (°C)     | 12,6          | 14               | 17,6            | 19,3          | 23,3         | 27,8           | 31           | 30,8          | 26              | 21,2          | 16,4          | 13,6          | 21,1       |
| Record de froid (°C) date du record   | −8 15.01.1985 | −12,5 02.02.1956 | −5,8 07.03.1971 | 0 10.04.1977  | 3 09.05.1974 | 7,5 17.06.1978 | 9 08.07.1947 | 9 15.08.1954  | 6,5 19.09.1977  | 3 24.10.1951  | −3 22.11.1998 | −6 17.12.1946 | −12,5 1956 |
| Record de chaleur (°C) date du record | 22,5 28.01.02 | 27 27.02.1960    | 29,5 21.03.02   | 33 20.04.1949 | 34 29.05.01  | 39,5 15.06.03  | 42 11.07.03  | 41 20.08.1993 | 36,5 18.09.1991 | 34 01.10.1997 | 29 14.11.1950 | 24 17.12.1989 | 42 2003    |
| Précipitations (mm)                   | 56,8          | 42               | 39,6            | 58,3          | 43,1         | 19,3           | 13,9         | 24,4          | 45,4            | 88,1          | 74,6          | 53,3          | 558,8      |

### Milieux naturels et biodiversité

#### Espaces protégés
La protection réglementaire est le mode d’intervention le plus fort pour préserver des espaces naturels remarquables et leur biodiversité associée,.
La commune fait partie du parc naturel régional de la Narbonnaise en Méditerranée, créé en 2003 et d'une superficie de 68 350 ha, qui s'étend sur 21 communes du département. Composé de la majeure partie des milieux lagunaires du littoral audois et de ses massifs environnants, ce territoire représente en France l’un des rares et derniers grands sites naturels préservés, de cette ampleur et de cette diversité en bordure de Méditerranée (Golfe du Lion).
Deux autres espaces protégés sont présents sur la commune : 
- les « rives de Fitou », un terrain acquis par le Conservatoire du littoral, d'une superficie de 17,8 ha[15],[16] ;
- l'étang de Salses-Leucate, une zone humide protégée par la convention de Ramsar, d'une superficie de 7 628,1 ha[17].

#### Réseau Natura 2000

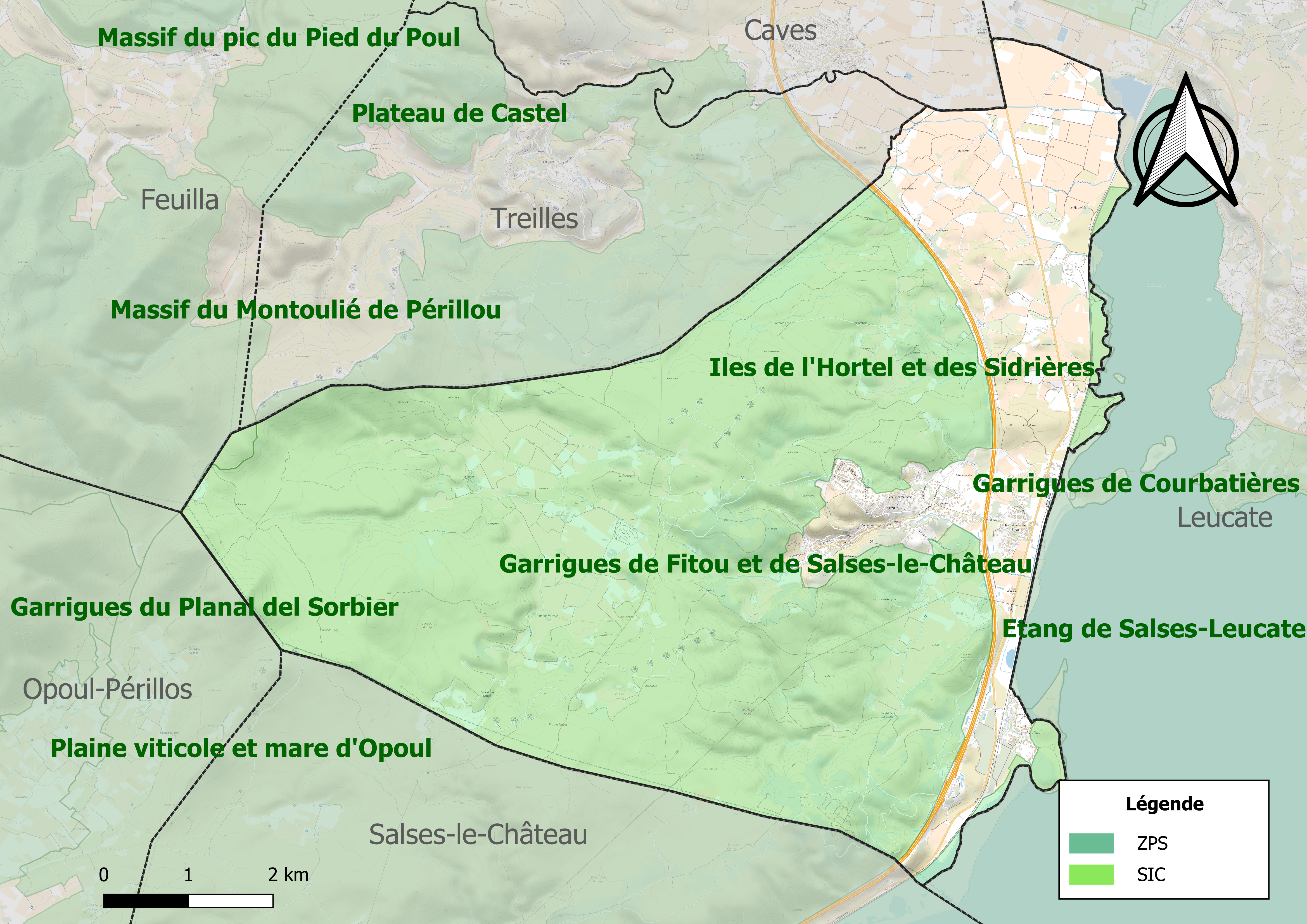
Site Natura 2000 sur le territoire communal.

Le réseau Natura 2000 est un réseau écologique européen de sites naturels d'intérêt écologique élaboré à partir des directives habitats et oiseaux, constitué de zones spéciales de conservation (ZSC) et de zones de protection spéciale (ZPS). Un site Natura 2000 a été défini sur la commune au titre de la directive habitats :
- le « complexe lagunaire de Salses », d'une superficie de 7 818 ha, une zone littorale associant des milieux dunaires caractéristiques du littoral roussillonnais et des milieux humides littoraux. Elle comporte plusieurs bassins différemment alimentés en eau ce qui favorise l'installation de formations végétales très variées, tant aquatiques, herbiers de Zostère naine, tapis de charas, que palustres, sansouires, roselières, scirpes, jonçaies[20]

et deux au titre de la directive oiseaux : 
- les « basses Corbières », d'une superficie de 29 495 ha, un site important pour la conservation des rapaces : l'Aigle de Bonelli, l'Aigle royal, le Grand-duc d’Europe, le Circaète Jean-le-Blanc, le Faucon pèlerin, le Busard cendré, l'Aigle botté[21] ;
- le « complexe lagunaire de Salses-Leucate », d'une superficie de 7 701 ha, comprenant un ensemble de zones humides périphériques plus ou moins salées (sansouires, roselières) et plusieurs îlots suffisamment isolés et quelques espaces dunaires qui constituent des espaces de grand intérêt pour la nidification de diverses espèces de grand intérêt patrimonial (Butor étoilé, Sterne naine...)[22].

#### Zones naturelles d'intérêt écologique, faunistique et floristique
L’inventaire des zones naturelles d'intérêt écologique, faunistique et floristique (ZNIEFF) a pour objectif de réaliser une couverture des zones les plus intéressantes sur le plan écologique, essentiellement dans la perspective d’améliorer la connaissance du patrimoine naturel national et de fournir aux différents décideurs un outil d’aide à la prise en compte de l’environnement dans l’aménagement du territoire. Quatre ZNIEFF de type 1 sont recensées sur la commune :
- l'« étang de Salses-Leucate » (4 964 ha), couvrant 6 communes dont 2 dans l'Aude et 4 dans les Pyrénées-Orientales[24] ;
- les « garrigues de Fitou et de Salses-le-Château » (5 457 ha), couvrant 5 communes dont 3 dans l'Aude et 2 dans les Pyrénées-Orientales[25] ;
- les « îles de l'Hortel et des Sidrières » (67 ha), couvrant 2 communes du département[26] ;
- le « massif du Montoulié de Périllou » (3 271 ha), couvrant 6 communes dont 5 dans l'Aude et 1 dans les Pyrénées-Orientales[27] ;

et deux ZNIEFF de type 2, : 
- le « complexe lagunaire de Salses-Leucate » (7 769 ha), couvrant 6 communes dont 2 dans l'Aude et 4 dans les Pyrénées-Orientales[28] ;
- les « Corbières orientales » (30 263 ha), couvrant 19 communes dont 12 dans l'Aude et 7 dans les Pyrénées-Orientales[29].

Carte des ZNIEFF de type 1 et 2 à Fitou.
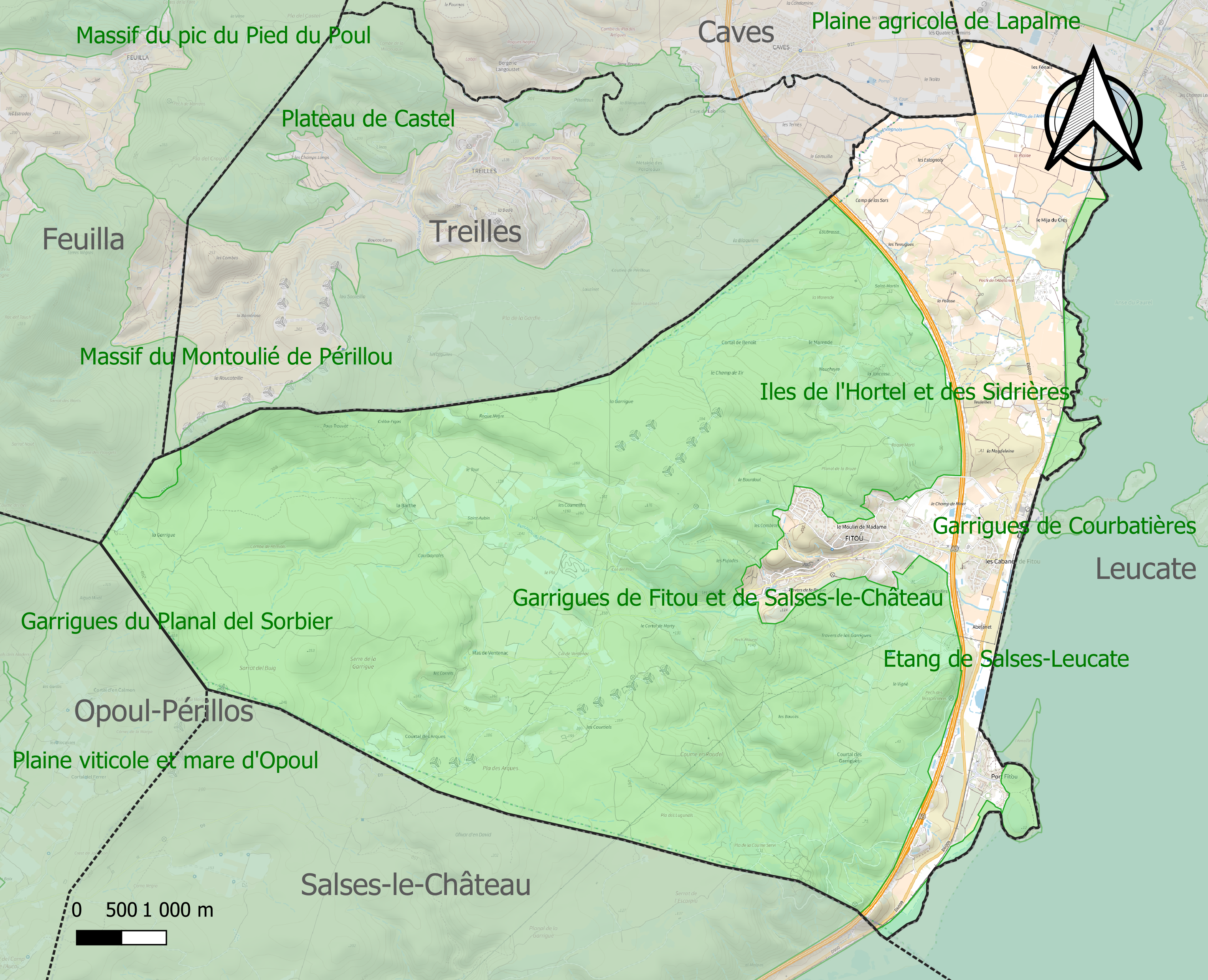
Carte des ZNIEFF de type 1 sur la commune.
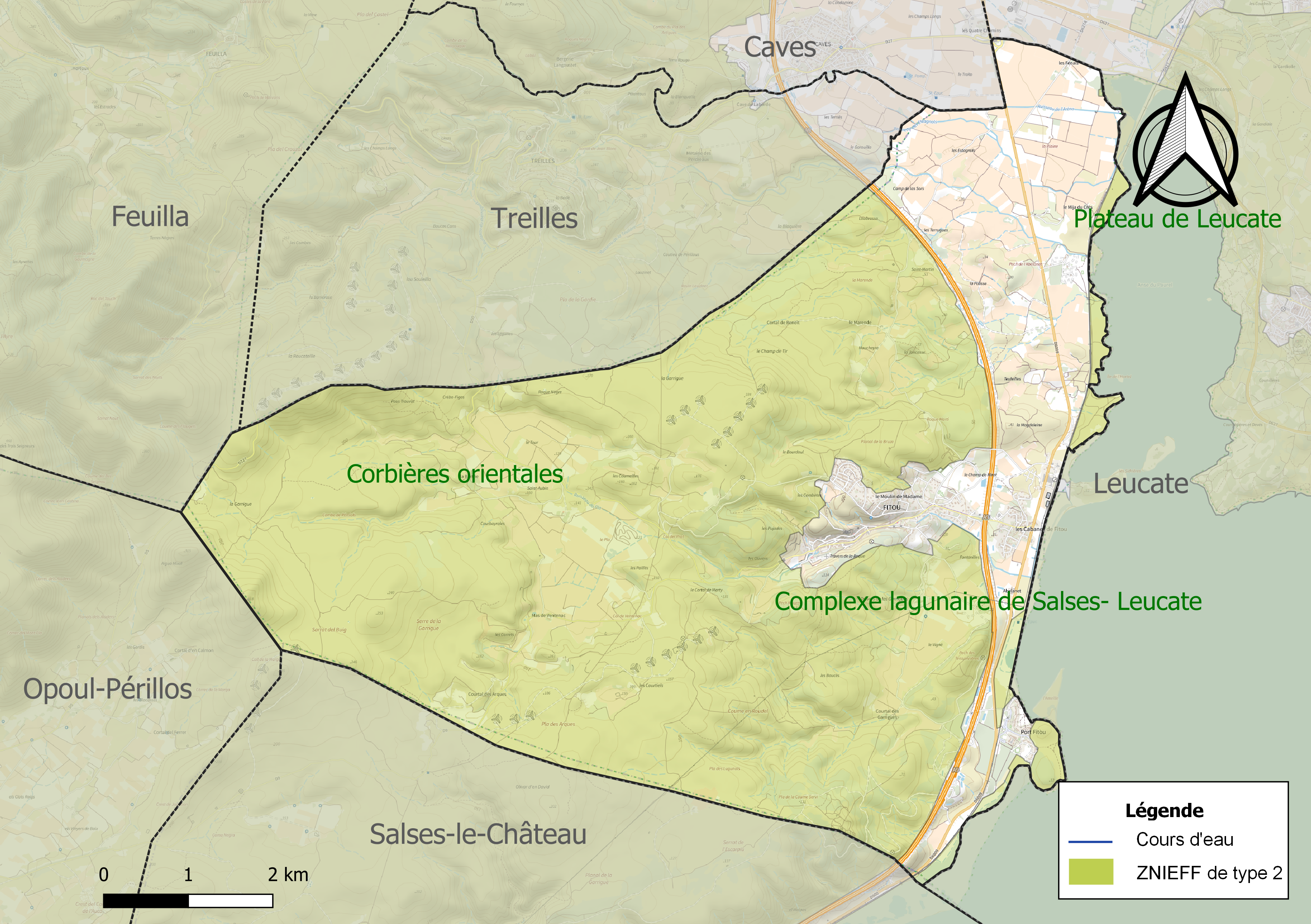
Carte des ZNIEFF de type 2 sur la commune.

## Urbanisme

### Typologie
Au 1er janvier 2024, Fitou est catégorisée bourg rural, selon la nouvelle grille communale de densité à 7 niveaux définie par l'Insee en 2022.
Elle est située hors unité urbaine et hors attraction des villes,.
La commune, bordée par la mer Méditerranée, est également une commune littorale au sens de la loi du 3 janvier 1986, dite loi littoral. Des dispositions spécifiques d’urbanisme s’y appliquent dès lors afin de préserver les espaces naturels, les sites, les paysages et l’équilibre écologique du littoral, tel le principe d'inconstructibilité, en dehors des espaces urbanisés, sur la bande littorale des 100 mètres, ou plus si le plan local d’urbanisme le prévoit.

### Occupation des sols
L'occupation des sols de la commune, telle qu'elle ressort de la base de données européenne d’occupation biophysique des sols Corine Land Cover (CLC), est marquée par l'importance des forêts et milieux semi-naturels (67,5 % en 2018), une proportion sensiblement équivalente à celle de 1990 (67,7 %). La répartition détaillée en 2018 est la suivante : 
milieux à végétation arbustive et/ou herbacée (65,8 %), cultures permanentes (23 %), zones agricoles hétérogènes (4,4 %), zones humides côtières (3 %), zones urbanisées (1,8 %), forêts (1,7 %), eaux maritimes (0,2 %)1. L'évolution de l’occupation des sols de la commune et de ses infrastructures peut être observée sur les différentes représentations cartographiques du territoire : la carte de Cassini (XVIIIe siècle), la carte d'état-major (1820-1866) et les cartes ou photos aériennes de l'IGN pour la période actuelle (1950 à aujourd'hui).

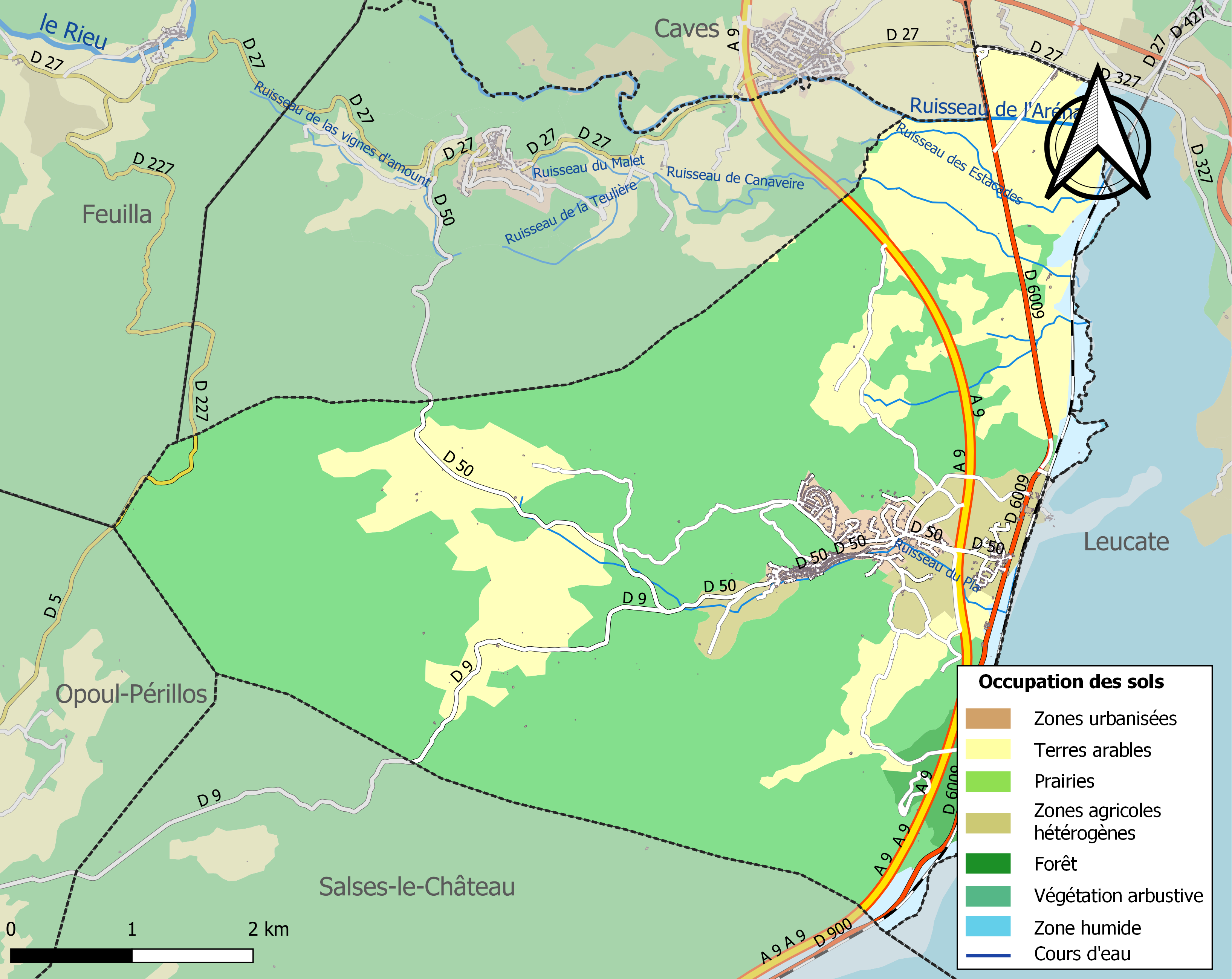
Carte des infrastructures et de l'occupation des sols de la commune en 2018 (CLC).

### Risques majeurs
Le territoire de la commune de Fitou est vulnérable à différents aléas naturels : météorologiques (tempête, orage, neige, grand froid, canicule ou sécheresse), inondations, feux de forêts et séisme (sismicité faible). Il est également exposé à un risque technologique,  le transport de matières dangereuses, et à un risque particulier : le risque de radon. Un site publié par le BRGM permet d'évaluer simplement et rapidement les risques d'un bien localisé soit par son adresse soit par le numéro de sa parcelle.

#### Risques naturels
Certaines parties du territoire communal sont susceptibles d’être affectées par le risque d’inondation par débordement de cours d'eau et par submersion marine, notamment La commune a été reconnue en état de catastrophe naturelle au titre des dommages causés par les inondations et coulées de boue survenues en 1982, 1986, 1992, 1999, 2003, 2009, 2014 et 2019,.

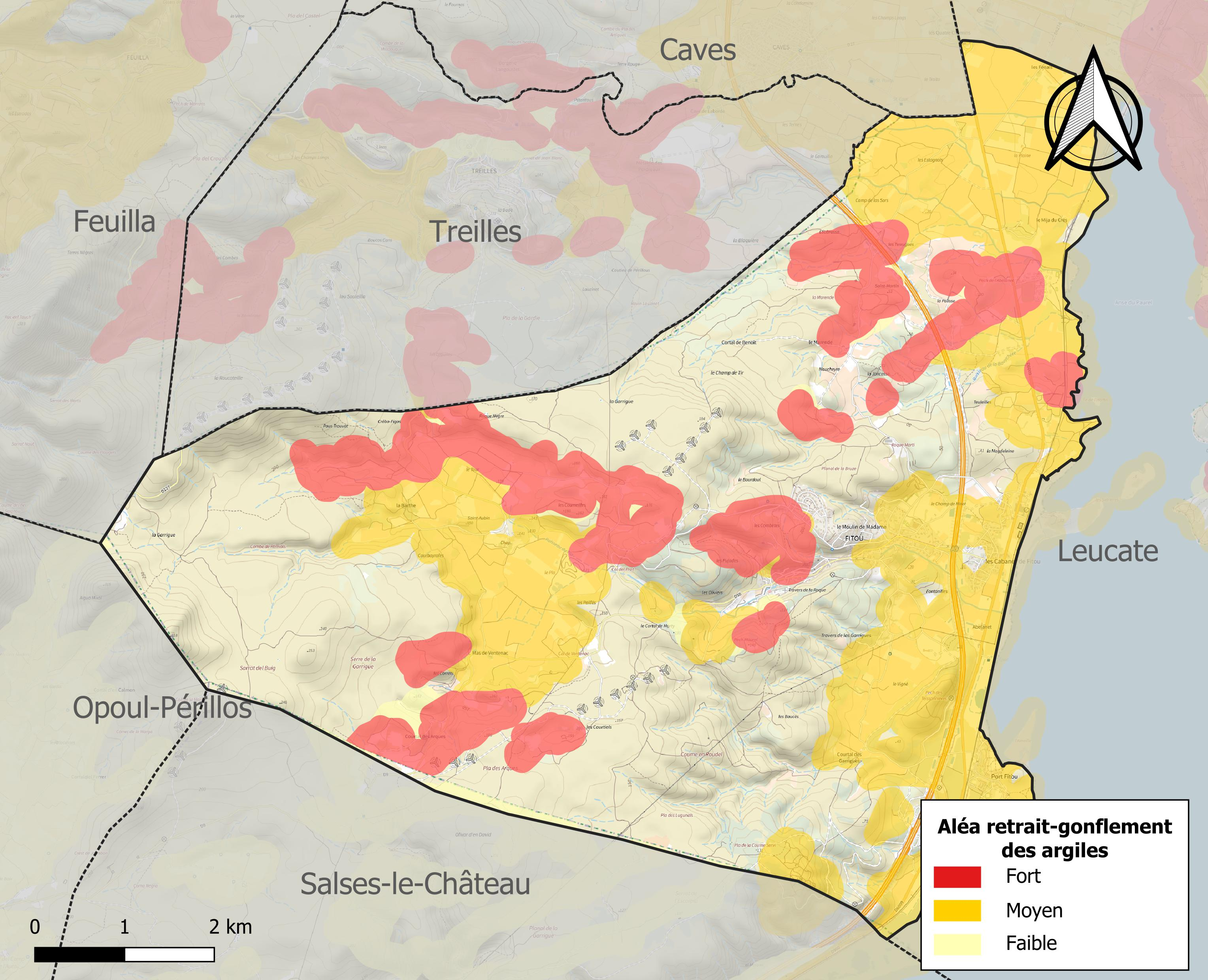
Carte des zones d'aléa retrait-gonflement des sols argileux de Fitou.

Le retrait-gonflement des sols argileux est susceptible d'engendrer des dommages importants aux bâtiments en cas d’alternance de périodes de sécheresse et de pluie. 49 % de la superficie communale est en aléa moyen ou fort (75,2 % au niveau départemental et 48,5 % au niveau national). Sur les 787 bâtiments dénombrés sur la commune en 2019, 551 sont en aléa moyen ou fort, soit 70 %, à comparer aux 94 % au niveau départemental et 54 % au niveau national. Une cartographie de l'exposition du territoire national au retrait gonflement des sols argileux est disponible sur le site du BRGM,.

#### Risques technologiques
Le risque de transport de matières dangereuses sur la commune est lié à sa traversée par une route à fort trafic et une ligne de chemin de fer. Un accident se produisant sur de telles infrastructures est en effet susceptible d’avoir des effets graves au bâti ou aux personnes jusqu’à 350 m, selon la nature du matériau transporté. Des dispositions d’urbanisme peuvent être préconisées en conséquence.

#### Risque particulier
Dans plusieurs parties du territoire national, le radon, accumulé dans certains logements ou autres locaux, peut constituer une source significative d’exposition de la population aux rayonnements ionisants. Certaines communes du département sont concernées par le risque radon à un niveau plus ou moins élevé. Selon la classification de 2018, la commune de Fitou est classée en zone 2, à savoir zone à potentiel radon faible mais sur lesquelles des facteurs géologiques particuliers peuvent faciliter le transfert du radon vers les bâtiments.

## Toponymie
La forme la plus ancienne est villa Fictorio, attestée en 990. Elle dérive ensuite en de Fitorio (1270). Ces toponymes sont rattachés au latin fictorium et à sa déclinaison fictonem, diminutif de ficta (borne).

## Histoire
À l'époque romaine, de nombreuses constructions furent dressées sur la voie Domitienne allant de l'Espagne à l'Italie en fonction de l'emplacement des sources d'eau.
En raison de sa position près de la frontière entre l'Espagne et la France, le village fut exposé plusieurs fois aux invasions.

## Politique et administration

### Découpage territorial
La commune de Fitou est membre de la communauté de communes Corbières Salanque Méditerranée, un établissement public de coopération intercommunale (EPCI) à fiscalité propre créé le 8 décembre 2016 dont le siège est à Claira. Ce dernier est par ailleurs membre d'autres groupements intercommunaux.
Sur le plan administratif, elle est rattachée à l'arrondissement de Narbonne, au département de l'Aude, en tant que circonscription administrative de l'État, et à la région Occitanie.
Sur le plan électoral, elle dépend du canton des Corbières Méditerranée pour l'élection des conseillers départementaux, depuis le redécoupage cantonal de 2014 entré en vigueur en 2015, et de la deuxième circonscription de l'Aude  pour les élections législatives, depuis le redécoupage électoral de 1986.

### Liste des maires
| Période                                  | Période  | Identité        | Étiquette | Qualité |
| ---------------------------------------- | -------- | --------------- | --------- | ------- |
| 1983                                     | 2014     | Patrick Tarrius | PS        |         |
| 2014                                     | En cours | Alexis Armangau | DVG-LREM  |         |
| Les données manquantes sont à compléter. |          |                 |           |         |

## Population et société

### Démographie
L'évolution du nombre d'habitants est connue à travers les recensements de la population effectués dans la commune depuis 1793. Pour les communes de moins de 10 000 habitants, une enquête de recensement portant sur toute la population est réalisée tous les cinq ans, les populations de référence des années intermédiaires étant quant à elles estimées par interpolation ou extrapolation. Pour la commune, le premier recensement exhaustif entrant dans le cadre du nouveau dispositif a été réalisé en 2006.

En 2022, la commune comptait 1 147 habitants, en évolution de +8,72 % par rapport à 2016 (Aude : +2,65 %, France hors Mayotte : +2,11 %).
| 1793 | 1800 | 1806 | 1821 | 1831 | 1836  | 1841  | 1846  | 1851  |
| ---- | ---- | ---- | ---- | ---- | ----- | ----- | ----- | ----- |
| 627  | 598  | 654  | 802  | 970  | 1 033 | 1 064 | 1 150 | 1 147 |

| 1856  | 1861  | 1866  | 1872  | 1876  | 1881  | 1886  | 1891  | 1896  |
| ----- | ----- | ----- | ----- | ----- | ----- | ----- | ----- | ----- |
| 1 151 | 1 162 | 1 334 | 1 240 | 1 323 | 1 747 | 1 450 | 1 252 | 1 072 |

| 1901 | 1906 | 1911 | 1921 | 1926 | 1931 | 1936 | 1946 | 1954 |
| ---- | ---- | ---- | ---- | ---- | ---- | ---- | ---- | ---- |
| 931  | 867  | 785  | 745  | 645  | 623  | 597  | 463  | 513  |

| 1962 | 1968 | 1975 | 1982 | 1990 | 1999 | 2006 | 2011  | 2016  |
| ---- | ---- | ---- | ---- | ---- | ---- | ---- | ----- | ----- |
| 566  | 555  | 537  | 542  | 579  | 676  | 808  | 1 012 | 1 055 |

| 2021  | 2022  | - | - | - | - | - | - | - |
| ----- | ----- | - | - | - | - | - | - | - |
| 1 122 | 1 147 | - | - | - | - | - | - | - |

## Économie

### Revenus
En 2018  (données Insee publiées en septembre 2021), la commune compte 504 ménages fiscaux, regroupant 1 032 personnes. La médiane du revenu disponible par unité de consommation est de 19 330 € (19 240 € dans le département).

### Emploi
| Division       | 2008   | 2013   | 2018   |
| -------------- | ------ | ------ | ------ |
| Commune        | 15 %   | 14,1 % | 15,8 % |
| Département    | 10,2 % | 12,8 % | 12,6 % |
| France entière | 8,3 %  | 10 %   | 10 %   |

En 2018, la population âgée de 15 à 64 ans s'élève à 623 personnes, parmi lesquelles on compte 70,5 % d'actifs (54,7 % ayant un emploi et 15,8 % de chômeurs) et 29,5 % d'inactifs,. Depuis 2008, le taux de chômage communal (au sens du recensement) des 15-64 ans est supérieur à celui de la France et du département.
La commune est hors attraction des villes,. Elle compte 192 emplois en 2018, contre 212 en 2013 et 167 en 2008. Le nombre d'actifs ayant un emploi résidant dans la commune est de 345, soit un indicateur de concentration d'emploi de 55,7 % et un taux d'activité parmi les 15 ans ou plus de 49,7 %.
Sur ces 345 actifs de 15 ans ou plus ayant un emploi, 135 travaillent dans la commune, soit 39 % des habitants. Pour se rendre au travail, 77,6 % des habitants utilisent un véhicule personnel ou de fonction à quatre roues, 3,2 % les transports en commun, 9,3 % s'y rendent en deux-roues, à vélo ou à pied et 9,9 % n'ont pas besoin de transport (travail au domicile).

### Activités hors agriculture

#### Secteurs d'activités
131 établissements sont implantés  à Fitou au 31 décembre 2019. Le tableau ci-dessous en détaille le nombre par secteur d'activité et compare les ratios avec ceux du département,.
| Secteur d'activité                                                                                        | Commune | Commune | Département |
| Secteur d'activité                                                                                        | Nombre  | %       | %           |
| --- | ------- | ------- | ----------- |
| Ensemble                                                                                                  | 131     | 100 %   | (100 %)     |
| Industrie manufacturière, industries extractives et autres                                                | 16      | 12,2 %  | (8,8 %)     |
| Construction                                                                                              | 20      | 15,3 %  | (14 %)      |
| Commerce de gros et de détail, transports, hébergement et restauration                                    | 40      | 30,5 %  | (32,3 %)    |
| Information et communication                                                                              | 4       | 3,1 %   | (1,6 %)     |
| Activités financières et d'assurance                                                                      | 1       | 0,8 %   | (2,7 %)     |
| Activités immobilières                                                                                    | 10      | 7,6 %   | (5,2 %)     |
| Activités spécialisées, scientifiques et techniques et activités de services administratifs et de soutien | 13      | 9,9 %   | (13,3 %)    |
| Administration publique, enseignement, santé humaine et action sociale                                    | 7       | 5,3 %   | (13,2 %)    |
| Autres activités de services                                                                              | 20      | 15,3 %  | (8,8 %)     |

Le secteur du commerce de gros et de détail, des transports, de l'hébergement et de la restauration est prépondérant sur la commune puisqu'il représente 30,5 % du nombre total d'établissements de la commune (40 sur les 131 entreprises implantées à Fitou), contre 32,3 % au niveau départemental.

#### Entreprises
Les cinq entreprises ayant leur siège social sur le territoire communal qui génèrent le plus de chiffre d'affaires en 2020 sont : 
- Laurent Maynadier, commerce de gros (commerce interentreprises) de boissons (223 k€)
- Leroy Terrassement, travaux de terrassement courants et travaux préparatoires (170 k€)
- Jean Marc Di Bello, travaux de menuiserie métallique et serrurerie (146 k€)
- Regesco, activités des marchands de biens immobiliers (94 k€)
- Chez Nous, hôtels et hébergement similaire (88 k€)

### Agriculture
La commune fait partie de la petite région agricole dénommée « Région viticole ». En 2010, l'orientation technico-économique de l'agriculture  sur la commune est la viticulture (appellation et autre).
|                                   | 1988 | 2000 | 2010 |
| --------------------------------- | ---- | ---- | ---- |
| Exploitations                     | 78   | 53   | 25   |
| Superficie agricole utilisée (ha) | 512  | 452  | 362  |

Le nombre d'exploitations agricoles en activité et ayant leur siège dans la commune est passé de 78 lors du recensement agricole de 1988 à 53 en 2000 puis à 25 en 2010, soit une baisse de 68 % en 22 ans. Le même mouvement est observé à l'échelle du département qui a perdu pendant cette période 52 % de ses exploitations. La surface agricole utilisée sur la commune a également diminué, passant de 512 ha en 1988 à 362 ha en 2010. Parallèlement la surface agricole utilisée moyenne par exploitation a augmenté, passant de 7 à 14 ha.

## Culture locale et patrimoine

### Lieux et monuments

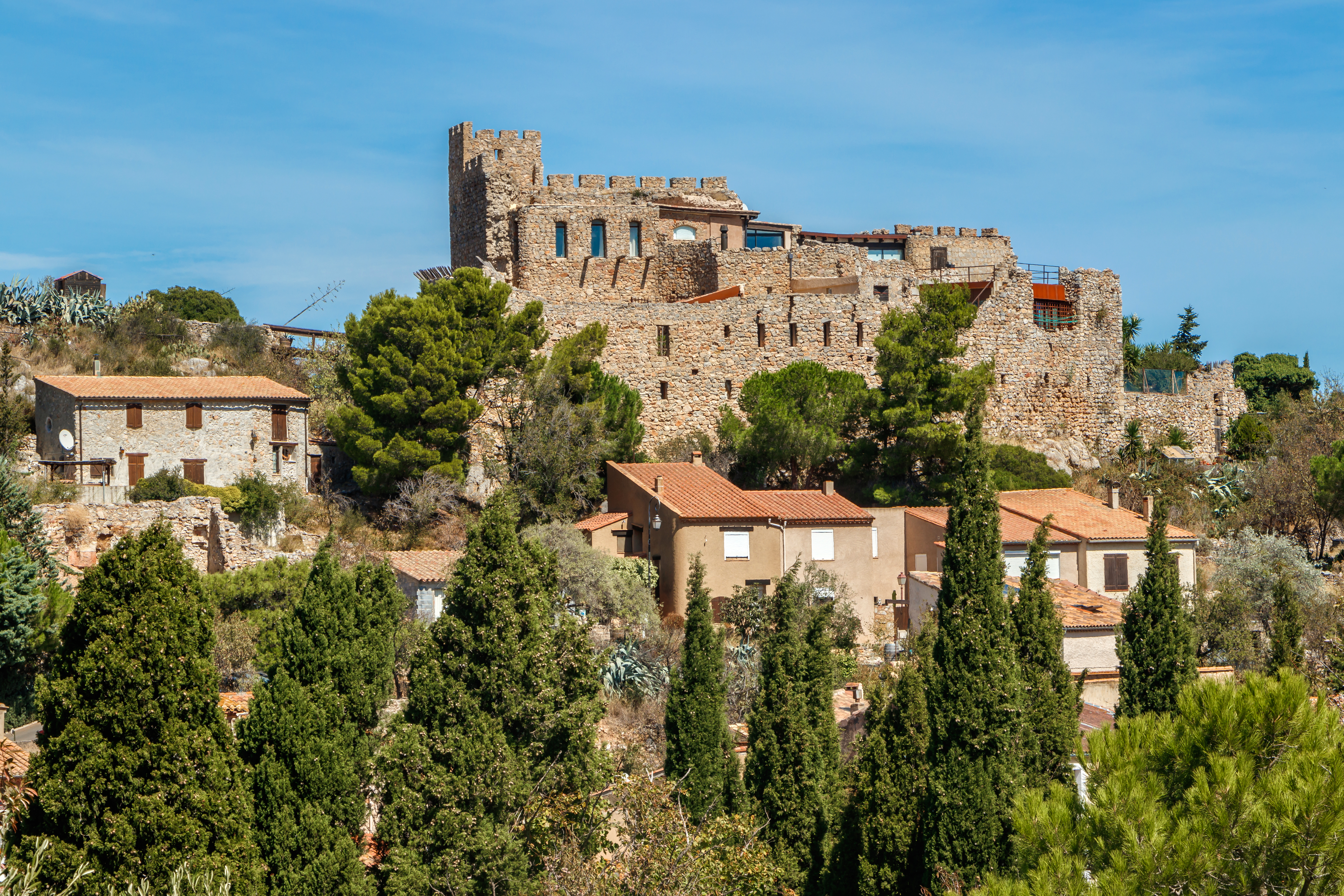
Le château de Fitou.

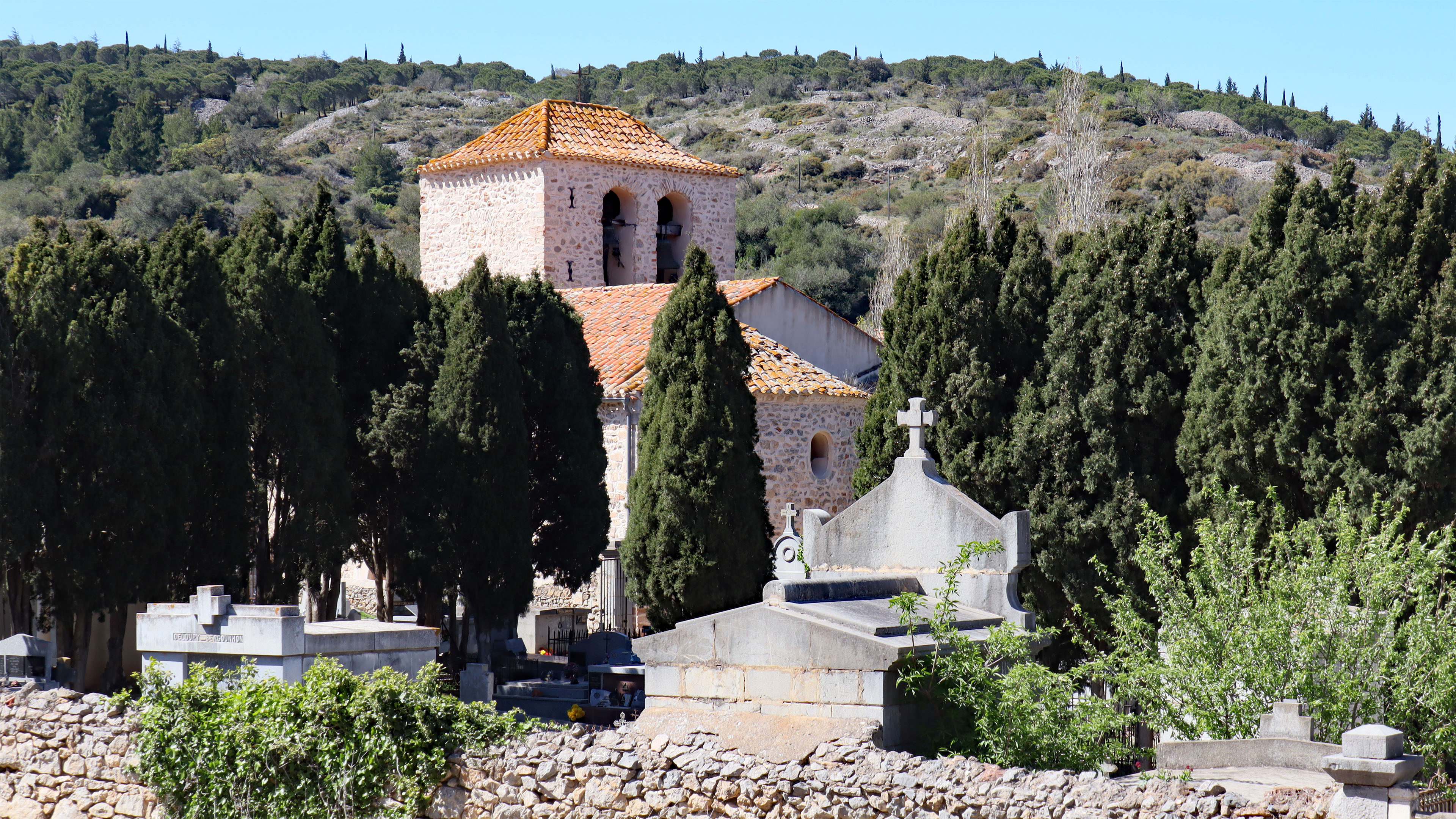
L'église Saint-Julien et Sainte-Basilisse.

- Château de Fitou
Les ruines du château féodal et leurs abords sont inscrits au titre des sites naturels depuis 1942[54].
- Chapelle Saint-Aubin de Fitou. Les vestiges de l'ancienne chapelle ont été classés au titre des monuments historiques en 1966[55].
- Église Saint-Julien-et-Sainte-Basilisse de Fitou. L'église est dédiée aux saints Julien et Basilisse.
L'église Saint-Julien et ses abords sont inscrits au titre des sites naturels depuis 1942[56].

### Personnalités liées à la commune
- Guillaume Mirabel (1744 -1794) : général des armées de la Révolution, mort le 13 août 1794 au combat de Sant Llorenç de la Muga. Son nom figure sous l'arc de triomphe de l'Étoile en 38e colonne.
- Armand Gauthier (1850-1926) : homme politique né à Fitou.

### Héraldique
| Blason de Fitou | Blason  | De vair à une fasce fuselée d'argent et de sable. |
| Blason de Fitou | Détails | Le statut officiel du blason reste à déterminer.  |